# Озеро Стрільське
О́зеро Стрі́льське  — гідрологічний заказник загальнодержавного значення в Україні. Розташований в межах Сарненського району Рівненської області, на північний захід від села Карасин.
Створення
Створений у 1975 році (спершу як гідрологічна пам'ятка природи).
Характеристика
Площа 15 га. Перебував у віданні Сарненського лісгоспу (Карпилівське л-во: кв. 17, 18, 27, 28). 
Охороняється мальовниче озеро овальної форми, завглибшки до 8 м. Довкола озера — вільшняки та сосновий ліс, а також угруповання осоки ситничкоподібної. По периметру озера сформувалась смуга вищої водної рослинності завширшки 6—8 метрів. Серед видів переважають лепешняк великий, півники болотні, очерет звичайний, рогіз вузьколистий та рогіз широколистий, хвощ річковий. Трапляється латаття сніжно-біле, занесене до Червоної книги України. 
Багата орнітофауна та іхтіофауна. 
Скасування статусу
Рішенням Рівненської обласної ради № 98 від 18.06.1991 року об'єкт був ліквідований і включений  до складу державного ландшафтного заказника «Карасинський».